# Genesee Falls
Genesee Falls es un pueblo ubicado en el condado de Wyoming en el estado estadounidense de Nueva York. En el año 2000 tenía una población de 460 habitantes y una densidad poblacional de 11 personas por km².

## Geografía
Genesee Falls se encuentra ubicado en las coordenadas 42°33′53″N 78°3′33″O / 42.56472, -78.05917.

## Demografía
Según la Oficina del Censo en 2000 los ingresos medios por hogar en la localidad eran de $30,250, y los ingresos medios por familia eran $38,571. Los hombres tenían unos ingresos medios de $27,813 frente a los $25,938 para las mujeres. La renta per cápita para la localidad era de $15,080. Alrededor del 20.9% de la población estaban por debajo del umbral de pobreza.